# Synapse immunologique
Une synapse immunologique (ou synapse immune ou complexe supramoléculaire d'adhésion, SMAC) est, en immunologie, l'interface entre une cellule présentatrice d'antigène, ou cellule cible, et un lymphocyte (par exemple une cellule T) .

## Structure et fonction
Cette structure est composée d'anneaux concentriques chacun contenant des groupes de protéines séparés les uns les autres:
- c-SMAC (central-SMAC) composé de l'isoforme θ isoform de la protéine kinase C[3], de CD2, CD4, CD8, CD28, Lck, et Fyn[4].
- p-SMAC (peripheral-SMAC) au sein duquel la protéine LFA-1 (Lymphocyte Function-associated Antigen-1) et la protéine du cytosquelette protéine taline sont agrégées[1].
- d-SMAC (distal-SMAC) enrichi en molécules CD43 et CD45[5],[6].

Ce complexe dans son ensemble est supposé avoir plusieurs fonctions incluant entre autres (liste non exhaustive):
- Régulation de l'activation des lymphocytes [7]

- Transfert des complexes CMH-peptides de l'APC aux lymphocytes T [7]

- Sécrétions dirigées de cytokines ou de granules lytiques [7]

## Histoire
La synapse immunologique fut d'abord découverte par Abraham Kupfer au National Jewish Medical and Research Center à Denver et fut baptisée ainsi par Michael Dustin à NYU qui l'étudia plus en détail. Daniel Davis et Jack Strominger mirent en évidence une synapse immune structurée dans un autre type de lymphocyte, les cellules Natural killer, et publièrent leurs travaux pendant la même période. Abraham Kupfer présenta d'abord ses découvertes durant un des symposia Keystone en 1995, quand il montra des images tridimensionnelles de cellules immunes interagissant ensemble. Des molécules clés de la synapse immunologique sont le récepteur des cellules T et son ligand le complexe majeur d'histocompatibilité (CMH). On y trouve également LFA-1, ICAM-1, CD28, et CD80/CD86.